# Lijst van rijksmonumenten in Afferden (Gelderland)
De plaats Afferden telt 13 inschrijvingen in het rijksmonumentenregister. Hieronder een overzicht.
| Object                                                  | Oorspronkelijke functie?  | Bouwjaar                        | Architect  | Locatie         | Coördinaten?                  | Nr.?   | Afbeelding        |
| ------------------------------------------------------- | ------------------------- | ------------------------------- | ---------- | --------------- | ----------------------------- | ------ | ----------------- |
| Boerderij onder met riet en pannen gedekt wolfdak       | Boerderij                 | midden 19e eeuw                 |            | Koningstraat 7  | 51° 52' 54" NB, 5° 38' 35" OL | 14150  | Meer afbeeldingen |
| Boerderij onder met riet en pannen gedekt wolfdak       | Boerderij                 | 171x                            |            | Koningstraat 9  | 51° 52' 53" NB, 5° 38' 35" OL | 14151  | Meer afbeeldingen |
| Kerktoren                                               | Kerk en kerkonderdeel     | 14e eeuw (bouw) 1838 (gesloopt) |            | Kerkweg 10      | 51° 52' 43" NB, 5° 37' 50" OL | 14153  | Meer afbeeldingen |
| De Drie Waaien                                          | Industrie- en poldermolen | 1869                            |            | Molenweg 1      | 51° 53' 5" NB, 5° 38' 43" OL  | 14155  | Meer afbeeldingen |
| Gepleisterde, tegen de dijkvoet gebouwde boerderij      | Boerderij                 | 1740                            |            | Waalbandijk 68  | 51° 53' 7" NB, 5° 38' 24" OL  | 14156  | Meer afbeeldingen |
| De Drie Waaijen: boerderij                              | Boerderij                 | 1894                            |            | Waalbandijk 66  | 51° 53' 14" NB, 5° 38' 47" OL | 523795 | Meer afbeeldingen |
| De Drie Waaijen: koetshuis annex schuur                 | Opslag                    | 1900                            |            | Waalbandijk 66  | 51° 53' 14" NB, 5° 38' 47" OL | 523796 | Upload foto       |
| De Drie Waaijen: bakhuisje thans in gebruik als berging | Boerderij                 | 19e eeuw                        |            | Waalbandijk 66  | 51° 53' 14" NB, 5° 38' 47" OL | 523797 | Meer afbeeldingen |
| De Drie Waaijen: schuur                                 | Boerderij                 | tweede kwart 20e eeuw           |            | Waalbandijk 66  | 51° 53' 14" NB, 5° 38' 47" OL | 523798 | Meer afbeeldingen |
| T-boerderij                                             | Boerderij                 | tweede helft 19e eeuw           |            | Koningstraat 4  | 51° 52' 56" NB, 5° 38' 50" OL | 523806 | Meer afbeeldingen |
| R.K. pastorie                                           | Kerkelijke dienstwoning   | 1890                            | Carl Weber | Koningstraat 47 | 51° 52' 54" NB, 5° 38' 10" OL | 523807 | Meer afbeeldingen |
| Dijkmagazijn                                            | Opslag                    | derde kwart 19e eeuw            |            | BY Waalbandijk  | 51° 53' 21" NB, 5° 39' 31" OL | 523808 | Meer afbeeldingen |